# Protopectine
La protopectine est une des diverses formes de la pectine, elle est insoluble dans l'eau. Elle est particulièrement présente dans les fruits jeunes, comme les pommes peu mûres ou les bananes vertes.